# Iga Wyrwał

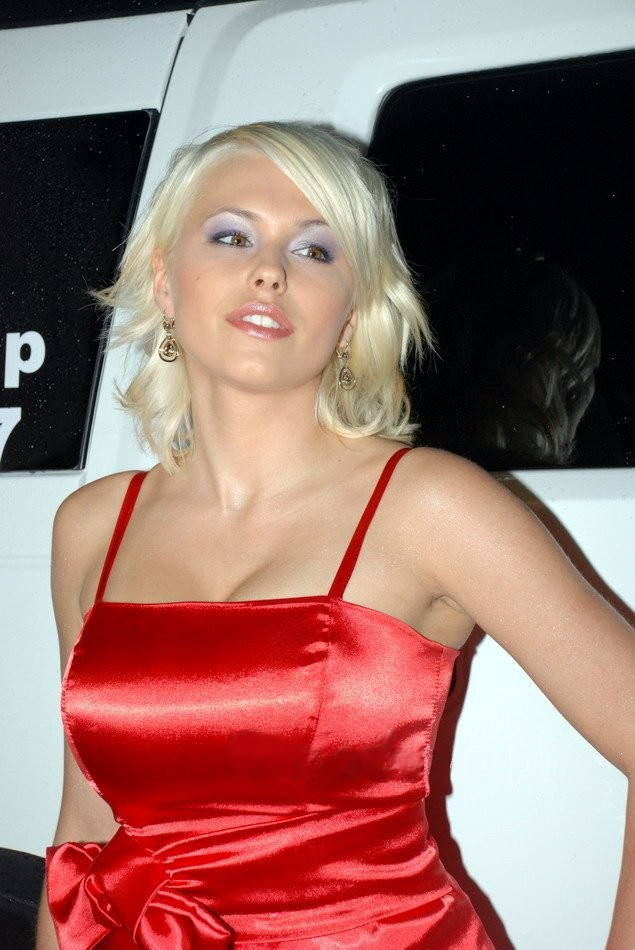
Iga Wyrwał.

Iga Wyrwał, también conocida como Eve o Eva Wyrwał es una modelo de origen polaco, nacida el 20 de febrero de 1989. Su pelo es de color castaño como sus ojos y ronda el 1,66 cm. 

## Biografía
Cuando se mudó en 2006 al Reino Unido comenzó su carrera como modelo en revistas y otros medios de carácter erótico, apareciendo principalmente en topless, transparencias y poses provocativas. Ha aparecido en revistas como Nuts, Front, Playboy, entre otros, y en el periódico Daily Star en la sección de Page 3, todas en Reino Unido y es asidua a la página web Met-Art, entre otras.

## Curiosidades
Tiene una cicatriz en el lado derecho del pubis de una operación de apendicitis.

## Filmografía
- Dread